# 中共云南省委党校
中共云南省委党校和云南行政学院为“两块牌子一套班子”，是中共云南省委、云南省人民政府培养党员干部和公务员的学校，是云南省委、省政府直属的参照公务员法管理的事业单位。

## 历史沿革
1950年9月1日，中共云南省委党校在昆明市西郊黄土坡原中法大学附中校址正式成立，并举办首期开学典礼。时任中共云南省委第一书记宋任穷兼任校长。1954年3月，中共云南省委党校和云南省行政干部学校、云南省工农干部文化学校合并。1966年12月，受文化大革命影响，党校党委瘫痪，校内成立群众造反组织，并于1967年1月7日成立“造反委员会”。1968年11月，经过云南省革命委员会批准，成立中共云南省委党校革命领导小组，实行领导职权。1972年4月24日，中共云南省委重新成立党校。1983年5月，确定为高等院校体制。1987年3月，成立中共中央党校函授学院云南分院。
1990年8月11日，省委五届一次全会决定中共云南省委党校和云南行政学院合办，两块牌子一套班子。1991年9月1日，正式挂牌并启用印章。1992年7月，内部校刊《理论学习》更名为《创造》，经国家新闻出版署批准面向国内外公开发行。

## 职责
1. 培训各级党政领导干部、公务员、国有企业领导人员、事业单位领导人员、年轻干部、理论宣传骨干、高层次人才、基层干部、党员，开展全省党校（行政学院）系统师资培训；
2. 加强马克思主义基本理论研究，重点研究宣传习近平新时代中国特色社会主义思想；
3. 承办省委和省政府以及相关部门举办的专题研讨班；
4. 开展重大理论和现实问题研究，承担省委和省政府决策咨询服务；
5. 按照国家有关法律法规和政策规定，开展在职研究生以及其他形式的干部继续教育和培训；
6. 开展同国（境）内外有关机构和组织的合作与交流；
7. 参与省委关于党校（行政学院）工作政策以及干部培训计划的制定工作；
8. 完成省委和省政府交办的其他任务。

## 组织机构
参公管理部门
- 办公室
- 教务处
- 科研处
- 学员工作处
- 外事和业务指导处
- 组织人事处
- 后勤管理处
- 财务处
- 机关党委
- 离退休人员工作处

事业管理部门
- 哲学教研部
- 经济学教研部
- 科学社会主义教研部
- 党史教研部
- 党建教研部
- 公共管理教研部
- 法学教研部
- 民族和文化教研部
- 社会和生态文明教研部
- 省情和资政研究院
- 图书馆
- 校刊部
- 信息技术部
- 研究生部
- 干部教育学院